# Tony Parenti
Tony Parenti (6 de agosto de 1900 – 17 de abril de 1972) fue un clarinetista y saxofonista de jazz natural de Nueva Orleans, aunque conocido fundamentalmente por su trabajo durante décadas en la ciudad de Nueva York.

## Biografía
Parenti fue un niño prodigio de la música, primero con el violín y más tarde con el clarinete. Siendo un niño, sustituyó a Alcide Núñez en la banda de Papa Jack Laine. También trabajó en Nueva Orleans con Johnny Dedroit. Durante su adolescencia, Parenti se unió a la banda de Nick LaRocca hasta que finalmente, a mediados de la década de los años 20 fundó su propia banda en Nueva Orleans.  A finales de la década se mudó a Nueva York.
En Nueva York trabajó con Benny Goodman y Fred Rich. Durante los años 30 trabajó para la CBS como miembro de la Radio City Symphony Orchestra.
Entre 1939 y 1945 Parenti, tocó con Muggsy Spanier en la banda de Ted Lewis. En 1944, grabó y actuó junto a Sidney Bechet y Max Miller en Chicago.
A finales de la década, Parenti formó en Nueva York una banda de Dixieland jazz llamada Tony Parenti and His New Orleanians que contó con músicos como Wild Bill Davison, Art Hodes y Jimmy Archey, entre otros. Fueron frecuentes sus actuaciones en los principales clubes de jazz de la ciudad hasta los años 60.
Falleció en Nueva York el 17 de abril de 1972.

## Discografía
- French market blues ; Dizzy Lizzy / Anthony Parenti and His Famous Melody Boys (Victor, 1925).
- Tony Parenti & His New Orleanians (Jazzology, 1949) con Wild Bill Davison, Jimmy Archey, Art Hodes, Pops Foster, Arthur Trappier
- Ragtime Jubilee (Jazzology)
- Ragtime! (Riverside Records 205)
- Tony Parenti & His Downtown Boys (Jazzology, 1955-65) con Dick Wellstood, Armand Hug
- Tony Parenti & His Ragtime Gang - Ragtime Jubilee (Jazzology J-21)
- The Final Bar (Jazzology, 1971) con Max Kaminsky, Charlie Bornemann, Bobby Pratt